# Седдл-Гіллс
Графство Седдл-Гіллс (англ. Saddle Hills County) — муніципальний район в Канаді, у провінції Альберта.

## Населення
За даними перепису 2016 року, муніципальний район нараховував 2225 жителів, показавши скорочення на 2,8%, порівняно з 2011-м роком. Середня густина населення становила 0,4 осіб/км².
З офіційних мов обидвома одночасно володіли 45 жителів, тільки англійською — 2 170, а 5 — жодною з них. Усього 165 осіб вважали рідною мовою не одну з офіційних, з них 25 — українську.
Працездатне населення становило 75,1% усього населення, рівень безробіття — 8,4% (9,9% серед чоловіків та 6,3% серед жінок). 60,8% були найманими працівниками, 38,4% — самозайнятими.
Середній дохід на особу становив $50 117 (медіана $36 992), при цьому для чоловіків — $66 113, а для жінок $31 647 (медіани — $54 560 та $25 952 відповідно).
30,3% мешканців мали закінчену шкільну освіту, не мали закінченої шкільної освіти — 31,1%, 38,6% мали післяшкільну освіту, з яких 11,1% мали диплом бакалавра, або вищий.
| Статево-вікова структура населення | Статево-вікова структура населення | Статево-вікова структура населення | Статево-вікова структура населення | Статево-вікова структура населення |
| ---------------------------------- | ---------------------------------- | ---------------------------------- | ---------------------------------- | ---------------------------------- |
|                                    |                                    |                                    |                                    |                                    |
| Всього                             | Всього                             | 52,0%48,0%                         |                                    |                                    |
| 0 — 14 років                       | 0 — 14 років                       |                                    | 20,8%                              | 20,8%                              |
| 15 — 64 років                      | 15 — 64 років                      |                                    | 63,5%                              | 63,5%                              |
| 65 і більше                        | 65 і більше                        |                                    | 15,7%                              | 15,7%                              |
| 85 і більше                        | 85 і більше                        |                                    | 0,7%                               | 0,7%                               |
| Середній вік (років)               | Середній вік (років)               | 40,639,3                           | 39,9                               | 39,9                               |
| Медіана (років)                    | Медіана (років)                    | 42,541,5                           | 41,9                               | 41,9                               |
| — чоловіки — жінки                 |                                    |                                    |                                    |                                    |

| Походження мешканців:     | Походження мешканців:     | Походження мешканців: | Походження мешканців: | Походження мешканців: |
| ------------------------- | ------------------------- | --------------------- | --------------------- | --------------------- |
| Походження                |                           |                       | осіб                  | %                     |
| Корінні американці        | Корінні американці        |                       | 245                   | 11.19%                |
| Інше північноамериканське | Інше північноамериканське |                       | 755                   | 34.47%                |
| Європейське               | Європейське               |                       | 1 800                 | 82.19%                |
| британське                | британське                |                       | 1 015                 | 46.35%                |
| французьке                | французьке                |                       | 330                   | 15.07%                |
| українське                | українське                |                       | 330                   | 15.07%                |
| Азійське                  | Азійське                  |                       | 15                    | 0.68%                 |
| Океанійське               | Океанійське               |                       | 15                    | 0.68%                 |

| Зайнятість населення за галузями (за класифікацією NOC): | Зайнятість населення за галузями (за класифікацією NOC): | Зайнятість населення за галузями (за класифікацією NOC): | Зайнятість населення за галузями (за класифікацією NOC): | Зайнятість населення за галузями (за класифікацією NOC): |
| -------------------------------------------------------- | -------------------------------------------------------- | -------------------------------------------------------- | -------------------------------------------------------- | -------------------------------------------------------- |
|                                                          |                                                          |                                                          |                                                          |                                                          |
| Управління                                               | Управління                                               |                                                          | 28%                                                      | 28%                                                      |
| Бізнес, фінанси та адміністрування                       | Бізнес, фінанси та адміністрування                       |                                                          | 6,5%                                                     | 6,5%                                                     |
| Природничі та прикладні науки                            | Природничі та прикладні науки                            |                                                          | 2,7%                                                     | 2,7%                                                     |
| Охорона здоров'я                                         | Охорона здоров'я                                         |                                                          | 1,5%                                                     | 1,5%                                                     |
| Освіта, правозахист, муніципальні та урядові служби      | Освіта, правозахист, муніципальні та урядові служби      |                                                          | 5%                                                       | 5%                                                       |
| Роздрібна торгівля та послуги                            | Роздрібна торгівля та послуги                            |                                                          | 11,9%                                                    | 11,9%                                                    |
| Гуртова торгівля, транспорт та обладнання                | Гуртова торгівля, транспорт та обладнання                |                                                          | 18,8%                                                    | 18,8%                                                    |
| Природні ресурси, сільське господарство                  | Природні ресурси, сільське господарство                  |                                                          | 19,2%                                                    | 19,2%                                                    |
| Виробництво                                              | Виробництво                                              |                                                          | 6,9%                                                     | 6,9%                                                     |

## Населені пункти
До складу муніципального району входять лише хутори, інші малі населені пункти та розосереджені поселення.

## Клімат
Середня річна температура становить 2,2°C, середня максимальна – 20,5°C, а середня мінімальна – -19,4°C. Середня річна кількість опадів – 452 мм.
| Клімат поселення                              | Клімат поселення | Клімат поселення | Клімат поселення | Клімат поселення | Клімат поселення | Клімат поселення | Клімат поселення | Клімат поселення | Клімат поселення | Клімат поселення | Клімат поселення | Клімат поселення | Клімат поселення |
| Показник                                      | Січ.             | Лют.             | Бер.             | Квіт.            | Трав.            | Черв.            | Лип.             | Серп.            | Вер.             | Жовт.            | Лист.            | Груд.            |                  |
| Середній максимум, °C                         | −6,6             | −3,94            | 1,62             | 10,24            | 16,38            | 20,38            | 20,48            | 19,52            | 14,63            | 8,63             | −2,04            | −7,24            |                  |
| Середня температура, °C                       | −13,01           | −10,35           | −4,79            | 3,84             | 9,97             | 13,98            | 15,84            | 14,88            | 10,00            | 3,98             | −6,68            | −11,88           |                  |
| Середній мінімум, °C                          | −19,41           | −16,75           | −11,18           | −2,58            | 3,57             | 7,57             | 11,20            | 10,22            | 5,35             | −0,67            | −11,32           | −16,52           |                  |
| Норма опадів, мм                              | 30               | 18               | 18               | 20               | 41               | 75               | 68               | 62               | 41               | 28               | 26               | 25               |                  |
| Середньомісячна швидкість вітру, м/с          | 3.27             | 3.25             | 3.42             | 3.74             | 3.82             | 3.60             | 3.20             | 3.10             | 3.47             | 3.80             | 3.32             | 3.40             |                  |
| Середньомісячна сонячна радіація, кДж/м²·день | 2623             | 5837             | 11210            | 16535            | 19903            | 21731            | 21321            | 17373            | 11346            | 6237             | 2935             | 1813             |                  |
| --------------------------------------------- | ---------------- | ---------------- | ---------------- | ---------------- | ---------------- | ---------------- | ---------------- | ---------------- | ---------------- | ---------------- | ---------------- | ---------------- | ---------------- |
| Джерело:                                      |                  |                  |                  |                  |                  |                  |                  |                  |                  |                  |                  |                  |                  |